# Tibor Rafael
Tibor Rafael (ur. 25 stycznia 1970, zm. 1 lipca 2014 w Komárnie) – słowacki bokser, brązowy medalista  mistrzostw świata w Tampere.
W 1993 roku zdobył brązowy medal podczas mistrzostw świata w Tampere. W ćwierćfinale pokonał na punkty (14:6) Dariusza Snarskiego, a w półfinale przegrał walkowerem ze złotym medalistą Damiánem Austinem. Jeszcze tego samego roku zdobył srebrny medal na mistrzostwach Europy w Bursie. W finale pokonał go Polak Jacek Bielski. Jako zawodowiec stoczył 52 walki, z których wygrał 7 i zanotował 42 porażki. Zmarł 1 lipca 2014 na skutek zawału serca.